# Arco senile
L'arcus senile (detto anche arcus senilis corneae o anche gerontoxon) è un anello bianco o grigio, opaco, presente sul margine corneale (opacità periferica corneale), oppure un anello bianco posizionato di fronte alla periferia dell'iride. È presente alla nascita, ma poi svanisce. Questo reperto, tuttavia, è abbastanza comune nella popolazione anziana. Può anche comparire in giovane età a causa dell'ipercolesterolemia. L'arco senile può essere confuso con il segno del limbo corneale, che riflette un deposito di calcio o un deposito di lipidi.

## Nomi alternativi
Viene anche chiamato arco adiposo, oppure arcus juvenilis (qualora si verifichi in soggetti in giovane età) oppure arcus lipoides corneae o ancora arcus cornealis.

## Storia
Il medico patologo tedesco Rudolf Virchow fu tra i primi a ipotizzare che l'aterosclerosi fosse in qualche modo correlata con l'infiltrazione di "agenti patogeni" nel tessuto vascolare. Nel corso dei suoi studi nel 1852 notò anche l'associazione dell'arco corneale con l'aterosclerosi. Anche in questo caso egli ipotizzò un meccanismo di formazione dell'arco assolutamente analogo. Alcuni decenni dopo, nel 1892, William Osler segnalò che la presenza dell'arco senile non si era dimostrata di grande utilità nella diagnosi di "degenerazione grassa" del cuore. Il dibattito se, e fino a che punto, si possano mettere in relazione i depositi lipidici corneali con i depositi lipidici vascolari continua ancora ai nostri giorni.

## Cause
L'arco si determina per depositi di colesterolo o ialinosi dello stroma corneale.

Può essere associato con difetti oculari o con iperlipidemia familiare. Spesso si associa a vari tipi di xantoma.

È piuttosto comune in individui di mezza età apparentemente sani e negli anziani. In uno studio di coorte prospettico su 12 745 danesi seguiti per una media di 22 anni si è dimostrato che l'arco senile non ha alcun valore clinico come fattore predittivo di malattia cardiovascolare.

Può essere un segno di alterazione del metabolismo lipidico e un possibile indicatore di condizioni come l'ipercolesterolemia, l'iperlipoproteinemia o l'iperlipidemia. Un arco unilaterale è un segno di diminuzione di flusso ematico agli occhi, a causa di una malattia dell'arteria carotidea o un'ipotonia oculare.
I soggetti di età superiore ai 60 anni possono presentare una forma anulare, bianco-grigia di depositi di fosfolipidi e colesterolo in prossimità del bordo periferico della cornea.